# Alucita punctiferella
Alucita punctiferella är en fjärilsart som beskrevs av Walker 1866. Alucita punctiferella ingår i släktet Alucita och familjen mångfliksmott, (Alucitidae). Inga underarter finns listade i Catalogue of Life.